# Dark Funeral
Dark Funeral är ett svenskt black metal-band från Stockholm, bildat 1993 av gitarristerna Lord Ahriman och Blackmoon. Snart blev trummisen Draugen samt sångaren och basisten Themgoroth medlemmar i bandet. I januari 1994 producerade de tillsammans med musikern Dan Swanö en självfinansierad mini-cd i Swanös studio Uni-Sound, vilken släpptes den 4 maj. Efter att de spelat in sin självbetitlade debut-EP lämnade Draugen bandet, och ersattes av Equimanthorn. 
1995 skrev Dark Funeral kontrakt med skivbolaget No Fashion Records, och började skriva nytt material till ett kommande album. Återigen spelade de in i Dan Swanös studio, men efter ett misslyckat försök bytte de till Abyss Studio och gjorde om hela skivan. Låten "When Angels Forever Die" skrevs under tiden, och lades till på skivan. Med hjälp av Peter Tägtgren, också det en multimusiker som spelar i bland annat Hypocrisy, fick de den önskade slutproduktionen. Snart spelade Dark Funeral sitt första festivalgig i Berlin. Emperor Magus Caligula gick med som sångare i bandet, och blev snabbt permanent medlem. Bandet spelade in sin första video, "The Secrets Of The Black Arts" och den 28 januari 1996 utgavs Dark Funerals första fullängdsalbum The Secrets of the Black Arts.
Bandets fjärde studioalbum. Attera Totus Sanctus, gavs ut 2005 och deras första live-DVD, Attera Orbis Terrarum, Part I, kom 2007 och följdes året därpå av Attera Orbis Terrarum, Part II.

## Historia

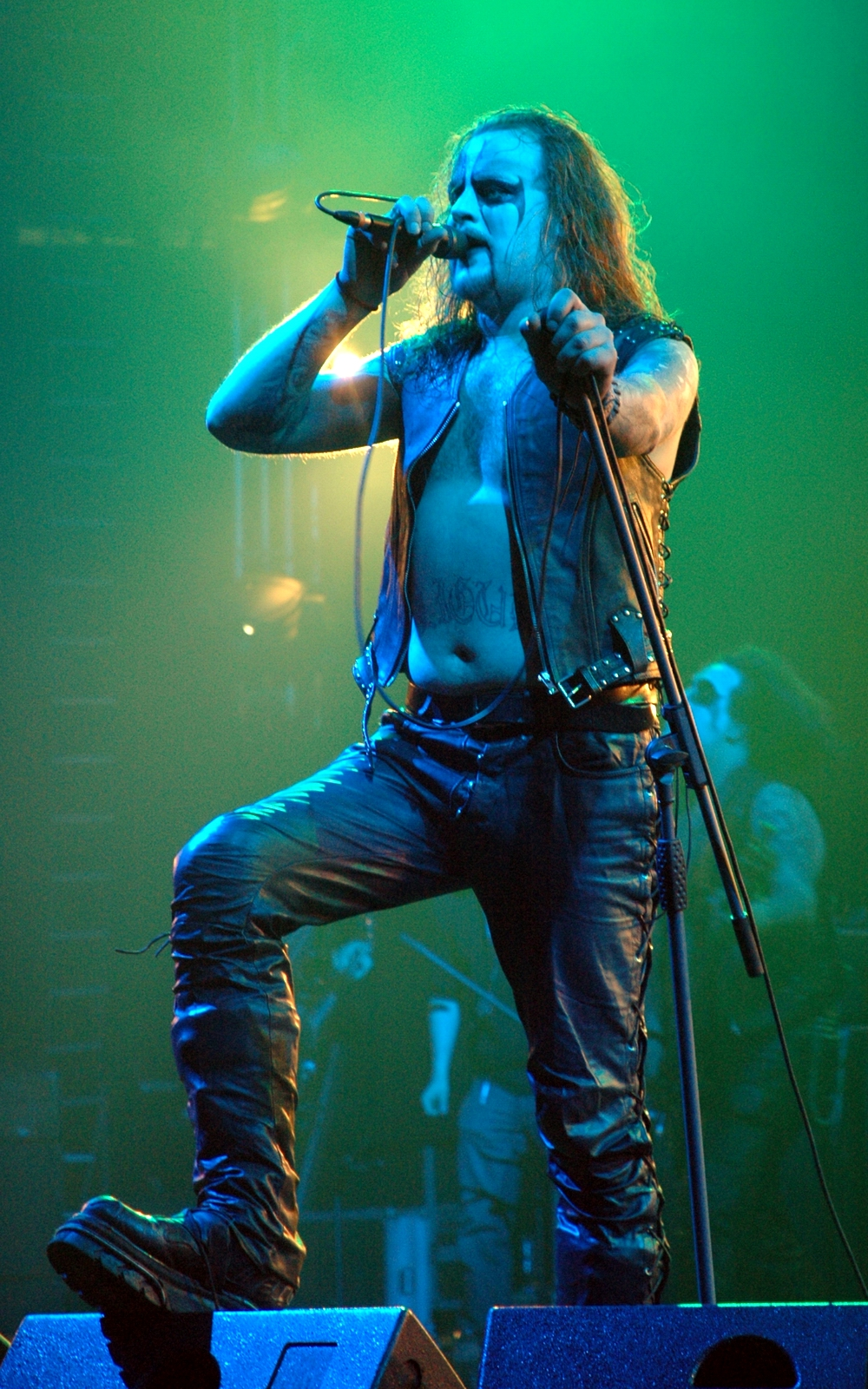
Emperor Magus Caligula på Metalmania 2005

### Grundandet och debutalbumet
Dark Funeral bildades 1993 av gitarristerna Lord Ahriman (Micke Svanberg) och Blackmoon (David Parland). Strax efter kompletterades bandsättningen med Draugen på trummor och Themgoroth (Paul Mäkitalo) på bas och sång. Den första, självbetitlade och självfinansierade, mini-CD:n spelades in i Dan Swanös Uni-Sound Studios i januari 1994. Efter inspelningen lämnade Draugen bandet och blev ersatt av Equimanthorn. EPn "Dark Funeral" släpptes den 4 maj på Hellspawn och samma dag gjorde bandet sitt första liveframträdande någonsin. Detta skedde på Luse Lottes Pub i Oslo, Norge. Inspelningen gavs också ut på kassett i Polen av Carrion Records, under namnet "Open the Gates".
Dark Funeral skrev på sitt första albumavtal, med No Fashion Records, och började skriva låtar samt planera inspelningen av ett fullängdsalbum. Efter ett misslyckat försök att spela in albumet The Secrets Of The Black Arts tillsammans med Dan Swanö i Uni-Sound Studios bestämde sig bandet för att byta studio och spela in hela albumet på nytt. Valet föll på Peter Tägtgren (Pain, Hypocrisy) och Abyss Studio. Mellan de två studiosessionerna skrev Dark Funeral ytterligare en ny låt, ”When Angels Forever Die”, som las till i låtlistan. En cover på Vons "Satanic Blood" finns även med på albumet. Med Peter Tägtgren som ljudtekniker hittade de tillsammans ett nytt ”sound” som passar bandets musik. Strax efter inspelningen av The Secrets Of The Black Arts gjorde de sin första utomhusspelning på ”Under The Black Sun Festival” i utkanten av Berlin. Strax innan denna spelning tog Emperor Magus Caligula (Masse Broberg) över rollen som sångare, varvid Themgoroth fortsatte som bandets basist. Dark Funeral spelade även in sin första video, till titellåten ”The Secrets Of The Black Arts”. Videon visades flitigt på TV-kanaler runt om i världen. Debutalbumet släpptes 28 januari 1996. Albumet nådde stora framgångar utomlands och gavs bland annat ut av Metal Blade i Nordamerika och Mystic Production i Polen.
Equimanthorn lämnade bandet, och ersattes på trummor av Alzazmon (Tomas Asklund). Med en line-up bestående av Lord Ahriman, Emperor Magus Caligula, Alzazmon och Blackmoon spelade Dark Funeral in två covers av Bathorys legendariska ”Call From The Grave” och ”Equimanthorn” till tributalbumet In Conspiracy With Satan. Dessa två coverspår släpptes senare, (2000), som bonusmaterial på en ny utgåva av bandets debut-CD, då kallad In The Sign…. Kort därefter lämnade även Blackmoon bandet och ersattes av Typhos på gitarr. Tillsammans med bandet Necromass från Italien gjorde Dark Funeral sin första Europaturné, ”The Satanic War Tour”.

### 1997 – 1999
Dark Funeral genomförde 1997 turnén ”The Satanic War Tour, del 2” med Ancient och Bal Sagoth som förband. I september återvände Dark Funeral till Abyss Studio för att spela in sitt andra fullängdsalbum Vobiscum Satanas, också det producerat av Peter Tägtgren. Bandet gjorde även sin första spelning i USA på den kontroversiella ”The Expo Of The Extreme”-festivalen i Chicago. Med sin blasfemiska show, innehållande pålade grishuvuden på upp och ned-vända kors, bandmedlemmar indränkta i blod, och med ett avslutande eldslukarnummer av Emperor Magus Caligula, gav sig bandet ut på en kortare USA-turné tillsammans med Chicagobandet Usurper, ”The American Satanic Crusade Tour”. Turnén var ursprungligen planerad att bestå av 25 spelningar. Acheron och Destroyer 666 skulle även varit med som förband. Men eftersom turnén var präglad av för många, och för stora, problem redan från start, blev båda banden tvingade att ställa in sin medverkan i sista minut. Turnén avslutades efter endast fem spelningar, då även Dark Funeral och Usurper blev tvungna att ställa in de resterande datumen. 
I samband med att Vobiscum Satanas släpptes genomförde Dark Funeral en ny Europaturné, denna gång med Enthroned och Liar of Golgotha som förband, kallad “The Ineffable Kings Of Darkness Tour”. Strax därefter tog bandet med Dominion (Matti Mäkelä) som sessionsbasist. Bandet gjorde sitt första framträdande på Hultsfredsfestivalen 1998. Efter festivalspelningen blev Typhos ersatt av Dominion, som ursprungligen var gitarrist. Samtidigt tog Caligula tillbaka ansvaret över basen. Strax innan bandet än en gång åkte ut i Europa, denna gång tillsammans med Infernal Majesty som förband till amerikanska Cannibal Corpse, lämnade Alzazmon bandet och ersattes på trummorna av Gaahnfaust, som redan 1996 provspelade för Dark Funeral, men som då inte togs med som permanent medlem.
Dark Funeral återvände 1999 till andra sidan Atlanten för ännu en miniturné "Black Plague Across The West". På denna turné besökte de Mexiko för första gången innan de styrde norrut till Kaliforniens kust. Bandet återvände till Europa för "The Satanic Inquisition Tour" med norska Dimmu Borgir. Detta blev bandets längsta och mest framgångsrika turné dittills.

### 2000 – 2002
Med Tommy Tägtgren som ljudtekniker spelade Dark Funeral in EP:n Teach Children To Worship Satan i Abyss Studio, innehållande en ny låt "An Apprentice Of Satan" samt coverversioner på låtar av Slayer ("Dead Skin Mask"), Mayhem ("Pagan Fears"), Sodom ("Remember the Dead") och King Diamond ("The Trial"). Dark Funeral spelade även in en livevideo till låten "An Apprentice Of Satan" vilken blev bonusmaterial på EP:n. Bandet åkte ut i Europa med Deicide, Immortal och Cannibal Corpse på No Mercy-festivalen. Efter denna turné beslutade sig Gaahnfaust för att lämna bandet. Matte Modin (Defleshed) tog över trummorna och blev sedermera permanent medlem. Under sommaren 2000 spelar bandet även på Wacken Open Air. Också en Kanada/USA-miniturné genomförs.
Dominion och Caligula började jobba på sitt självbetitlade sidoprojekt "Dominion Caligula" medan Lord Ahriman tillsammans med medlemmar från Acheron, Incantation och The Electric Hellfire Club bildade bandet Wolfen Society. På efterfrågan av det utgångna debutalbumet bestämde sig bandet för att släppa den i en ny utgåva. Med ett nytt omslag av Necrolord och innehållande samtliga låttexter samt tidigare opublicerade foton, återutgavs den under namnet In The Sign….
I januari/februari 2001 återvände Dark Funeral till Abyss Studio för att spela in sitt tredje album. Med hjälp av Peter Tägtgren som producent och Lars Szöke som studiotekniker skapade Dark Funeral Diabolis Interium. Låten "An Apprentice Of Satan", tidigare känd från bandets senaste EP, spelades in i en ny version för albumet. Andra höjdpunkter på plattan är "Armageddon Finally Comes" och den extremt brutala öppningslåten ”The Arrival Of Satan’s Empire”.
Albumet nådde även framgångar ute i världen och licensierades till Japan (Soundholic Co.Ltd), Brasilien (Hellion Records), Polen (Mystic Productions), Rumänien (Rocris Disc), Bulgarien (Rocris Disc), Thailand (S.Stack Co. Ltd), Ryssland (Irond Records Ltd), Taiwan, Hongkong och Kina (Magnum Music). Med stora framgångar i Brasilien, där Hellion Records licensierat Diabolis Interium, valde Somber Records att licensiera bandets övriga katalog.
I samband med att Diabolis Interium släpptes, gav sig Dark Funeral återigen ut på turné. De började med en dryg månads turné i Europa, där de tog med sig norska Tidfall och Ragnarok samt franska Anorexia Nervosa som förband. På denna turné deltog Mikael Hedlund (Hypocrisy) som basist. Efter turnén tog de in Richard Cabeza (Dismember) som tillfällig basist. Dark Funeral åkte på en stor USA-turné som förband till Cannibal Corpse. Den svenska radiostationen Rocket 95.3 FM nominerar albumet Diabolis Interium i kategorin "Bästa hårdrocksband". Andra band som nominerades i samma kategori var Breach, Entombed och Arise.
I oktober genomförde Dark Funeral sin första Asienturné med spelningar i Japan, Taiwan och Singapore. Dark Funeral blev det första extreme metal-bandet från väst att spela i Taiwan och Singapore. De var till och med det första utländska hårdrocksband att spela live i Singapore sedan Metallicas spelning 10 år tidigare. Turnén befäste bandets namn i Asien.

### 2003 – 2004
Efter Asienturnén lämnade Dominion Dark Funeral, i samförstånd med bandet. Dark Funeral höll auditions för att hitta en ersättare och valet föll så småningom på Chaq Mol, som hade en lång historia med olika lokala undergroundband. Han spelar även i black metal-bandet Mordichrist. Chaq Mol gjorde sin debut med bandet på tyska Wacken Open Air-festivalen 2003. Därefter gav sig bandet ut på sin första riktiga Sydamerika-turné med flera spelningar i Brasilien, Chile och Colombia. Turnén blev den mest lyckade dittills. Under turnén spelade Dark Funeral in några av spelningarna för ett eventuellt livealbum. Efter hemkomst gick de igenom det inspelade materialet tillsammans med Erik Lidbom (Hitfire Productions). Detta resulterade i att dubbel-livealbumet De Profundis Clamavi Ad Te Domine gavs ut.
Dark Funeral inledde året 2004 med att bryta sitt samarbete med MNW/No Fashion Records. Strax efter lämnade de in en omfattande stämningsansökan mot nämnda bolag. De licenserade livealbumet De Profundis Clamavi Ad Te Domine till Regain Records. Albumet licenserades sedan till flera utländska skivbolag, varav Candlelight (USA) var ett. I januari återvände bandet till Japan på ”Extreme The Dojo Volume 9” tillsammans med amerikanska Goatwhore och norska Zyklon. Bandet fortsatte turnén på egen hand med ett antal spelningar i Mexiko. De fortsatte med ett par festivalspelningar, spanska Piorno Rock (med Sepultura, Saxon, Destruction, Lacuna Coil med flera), finska Tuska och X-Mass Festivals. Dark Funeral var huvudband på tyska Party Sun-festivalen, svenska Nordic Rage samt i Los Angeles “The Gathering Of The Bestial Legions Festival”. Dark Funeral avverkade även en veckas turné i Italien med Defleshed som förband. I december besökte de Israel för första gången. Därifrån åkte de vidare till Ryssland och Ukraina för ”Black Winter Days Tour”, där de hade med sig Horned NecroCannibals och Icewind Blast som förband.

### 2005 och framåt

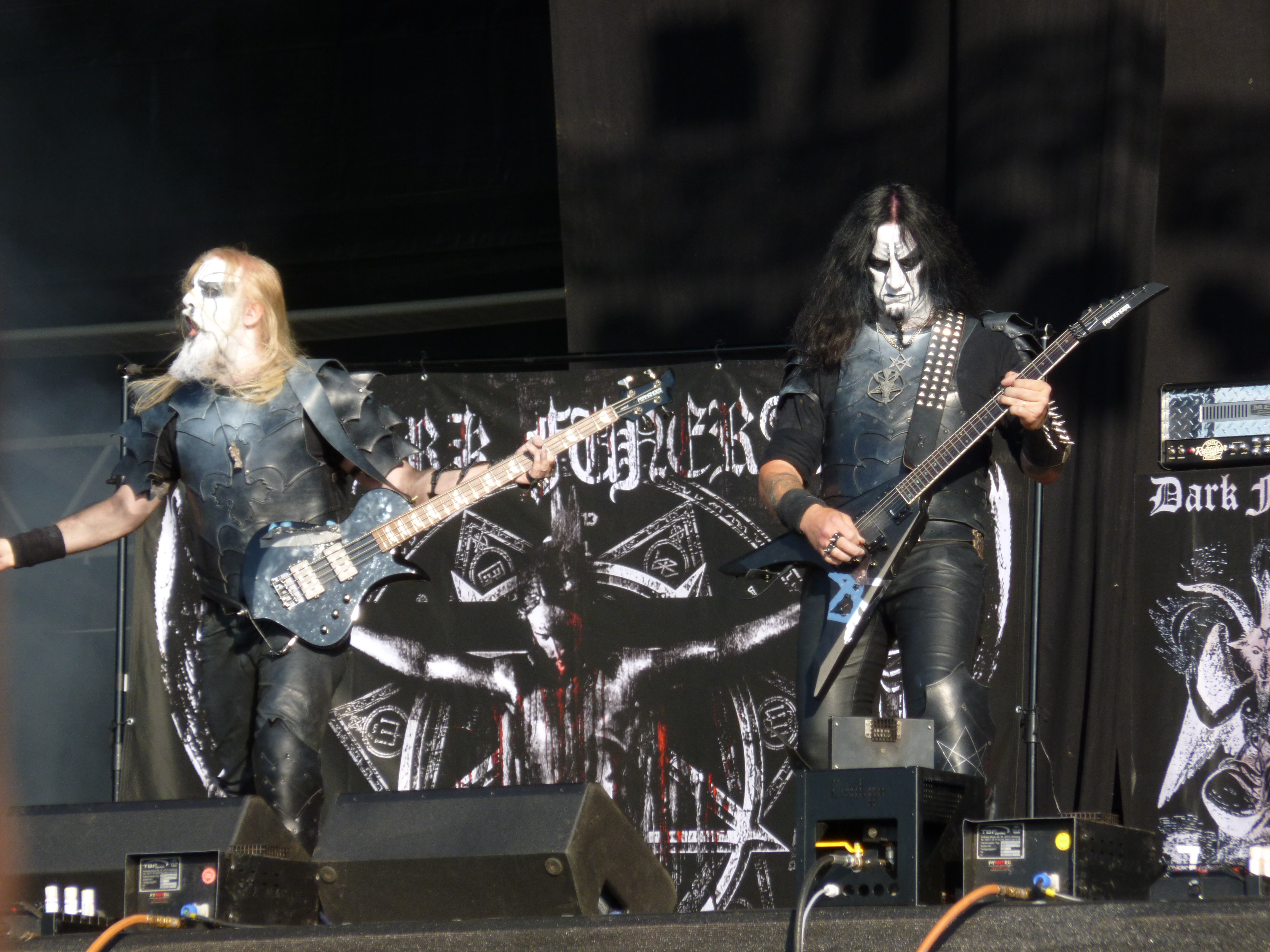
Dark Funeral vid Wacken Open Air 2012.

I januari 2005 förlängde Dark Funeral sitt samarbete med Regain Records genom att skriva på ett nytt skivkontrakt med dem. Bandet valde att hålla en relativt låg profil och istället koncentrera sig på att skriva material till ett nytt album. De genomförde ändå samtidigt en del spelningar, ”Metal Mind Festivalen” i Polen samt "No Mercy"-turnén med Six Feet Under, Nile, Dying Fetus m. fl. Den 23 maj gick Dark Funeral in i Dug Out Studios tillsammans med producenterna Daniel Bergstrand och Örjan Örnkloo (Misery Loves Co.) för att påbörja arbetet och inspelningen av sitt fjärde fullängdsalbum. Bandet tog in Gustaf Hielm (ex Meshuggah) för att spela in basen på albumet. Den 18 augusti var albumet Attera Totus Sanctus mixat och klart. Det släpptes den 24 oktober via Regain Records vilket följdes av ett antal licensierade utgivningar i andra länder (Japan, Nordamerika, Brasilien med flera).
Det är inte ofta ett black metal-band hamnar på albumlistan, men med Attera Totus Sanctus visade Dark Funeral än en gång sin ställning inom svensk black metal och albumet landade som nr 35 på svenska Top 40-listan i november 2005.
I februari och mars 2006 genomförde Dark Funeral "Attera Orbis Terrarum Tour - del 1" i Europa tillsammans med Amoral, Naglfar, Asmodeus och Endstille. Under sommaren spelade bandet på de österrikiska festivalerna "Metalliga Open Air" och "Kaltenbach Open Air" samt på spanska "Gernica Metalway festival". Dark Funeral gav ut två DVD-filmer från "Attera Orbis Terrarum"-turnéerna, del 1 under 2007 från den europeiska delen av turnén och del 2, från den sydamerikanska turnén, under 2008. 
I februari 2009 tillkännagav bandet att arbetet med ett nytt album fortskred och att inspelningen skulle komma att äga rum i Peter Tägtgrens "The Abyss studio" och inledas i slutet av maj. I början av september uppgavs på Regain Records webbplats att det kommande albumets titel skulle bli Angelus Exuro pro Eternus och att utgivningen var planerad till 18 november. Enligt Dark Funerals Myspaceblogg är albumet bandets mest varierade och mest tekniska album hittills. Den 5 oktober publicerades den första låten från plattan, My Funeral, med video på Myspace och Youtube. och albumet släpptes planenligt i november 2009.
Under hösten 2010 skedde stora förändringar i Dark Funeral då sångaren Emperor Magus Caligula, basisten B-Force och trummisen Nils "Dominator" Fjellström alla valde att lämna bandet av olika orsaker. En ny basist rekryterade snabbt enligt Lord Ahriman, fast man valde att inte offentliggöra namnet innan det var 100% klart. Dark Funeral tillkännagav i början av september att bandet därmed söker ny trummis och ny sångare. Dominator har sedan dess återvänt till bandet. Några dagar senare annonserades en ny sångare i bandet, Nachtgarm som också sjunger i det tyska bandet Negator.  I juli 2011 gick man slutligen ut med att Zornheym, en tidigare medlem från Devian, nu spelar bas med bandet.
I januari 2017 vann Dark Funeral musikpriset P3 Guld i kategorin "Årets rock/metal".

## Medlemmar

### Nuvarande medlemmar
- Lord Ahriman (Micke Svanberg) – gitarr (1993– ), basgitarr (2016)
- Chaq Mol (Bosse Karlsson) – gitarr (2003– )
- Heljarmadr (Andreas Vingbäck) – sång (2014– )
- Jalomaah (Janne Jesper Jaloma) – trummor (2018– )
- Adra-Melek (Fredrik Isaksson) – basgitarr (2018– )

### Tidigare medlemmar
- Themgoroth (Paul Mäkitalo) – sång, basgitarr (1993–1996)
- Niko Kaukinen – trummor (1993)
- Draugen (Joel Andersson) – trummor (1993–1994)
- Blackmoon (David Parland) – gitarr (1993–1996; död 2013)
- Equimanthorn (Peter Eklund) – trummor (1994–1996)
- Emperor Magus Caligula (Masse Broberg) – sång (1995–2010), basgitarr (1996–2001)
- Alzazmon (Tomas Asklund) – trummor (1996–1998)
- Typhos (Henrik Ekeroth) – gitarr (1996–1998)
- Gaahnfaust – trummor (1998–2000)
- Dominion (Matti Mäkelä) – gitarr (1998–2002)
- Matte Modin – trummor (2000–2007)
- B-Force (Bennie Fors) – basgitarr (2004–2010)
- Zornheym (Tomas Nilsson) – basgitarr (2011–2014)
- Nachtgarm (Steve Marbs) – sång (2011–2012)
- Natt (Andreas Fröberg) – basgitarr (2014–2016)
- Dominator (Nils Fjellström) – drums (2007–2010, 2011–2017)

### Gästmusiker
- Gustaf Hielm – basgitarr (sessionsmusiker på "Attera Totus Sanctus")

### Turnerande musiker
- Richard Daemon (Rickard Hans Cabeza) – basgitarr (2002–2005)
- Lord K. Philipson (Kentha Philipson) – basgitarr (2004)
- Emperor Magus Caligula – sång (2013–2014)
- B-Force (Benny Fors) – basgitarr (2014)
- Gustaf Hielm – basgitarr (2016)
- Fredrik Isaksson – basgitarr (2017–2018)
- Janne Jaloma – trummor (2017–2018)

## Diskografi

### Studioalbum
- The Secrets of the Black Arts (1996)
- Vobiscum Satanas (1998)
- Diabolis Interium (2001)
- Attera Totus Sanctus (2005)
- Angelus Exuro pro Eternus (2009)
- Where Shadows Forever Reign (2016)
- We Are the Apocalypse (2022)

### Livealbum
- De Profundis Clamavi Ad Te Domine (2004)

### EP
- Dark Funeral (1994)
- Teach Children to Worship Satan (2000)
- In the Sign (2000)

### Singlar
- "Nail Them to the Cross" / "Temple of Ahriman" (2015)

### Samlingsalbum
- In the Sign... / The Secrets of the Black Arts (box med 2 kassetter) (2014)
- 25 Years of Satanic Symphonies (10 x CD box) (2019)

### Video
- Attera Orbis Terrarum, Part I (DVD) (2007)
- Attera Orbis Terrarum, Part II (DVD) (2008)

### Annat
- Under Wings of Hell (delad album med Infernal) (2002)